# ويلي راسموسن
ويلي راسموسن (بالنرويجية: Willy Rasmussen)‏ (و. 1937 – 2018 م) هو منافس ألعاب قوى نرويجي، ولد في كونغسبرغ، شارك في الألعاب الأولمبية الصيفية 1964، والألعاب الأولمبية الصيفية 1960، توفي عن عمر يناهز 81 عاماً.

## روابط خارجية
- ويلي راسموسن على موقع أوليمبيديا (الإنجليزية)